# Hans von Reibnitz
Hans von Reibnitz (* 19. September 1854 in Heinrichau; † 11. August 1931) war Majoratsbesitzer und Mitglied des Deutschen Reichstags.

## Leben

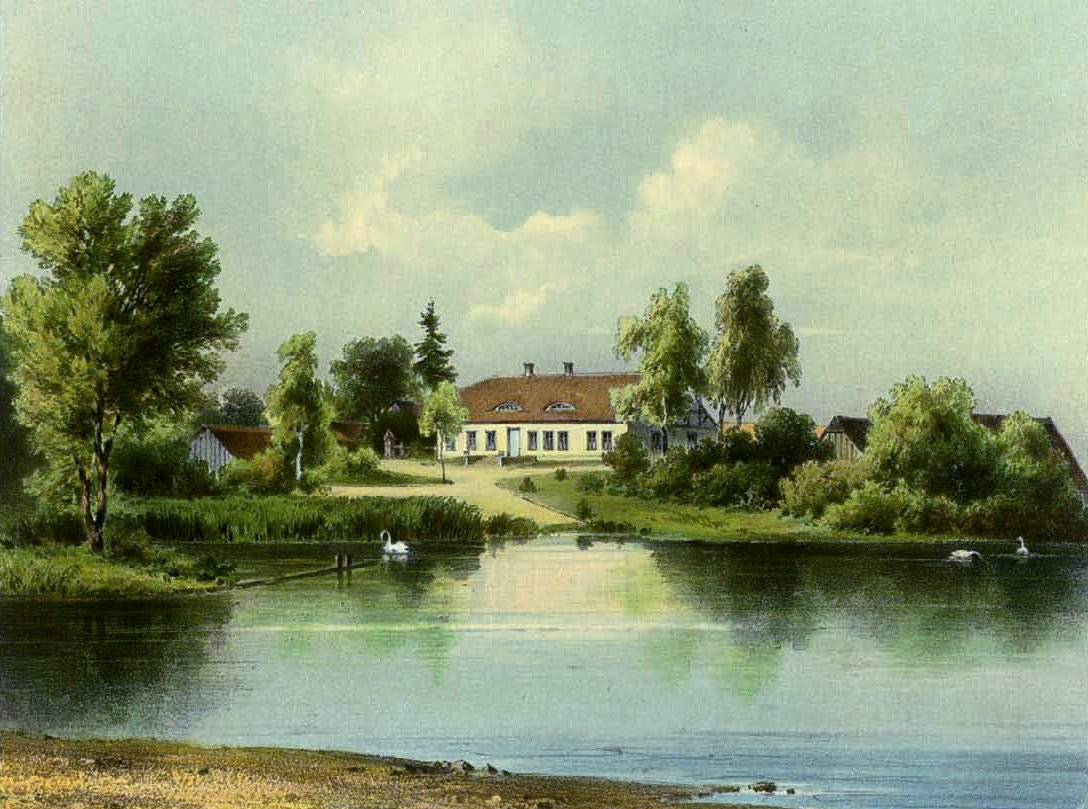
Rittergut Kerschitten um 1860, Sammlung Alexander Duncker

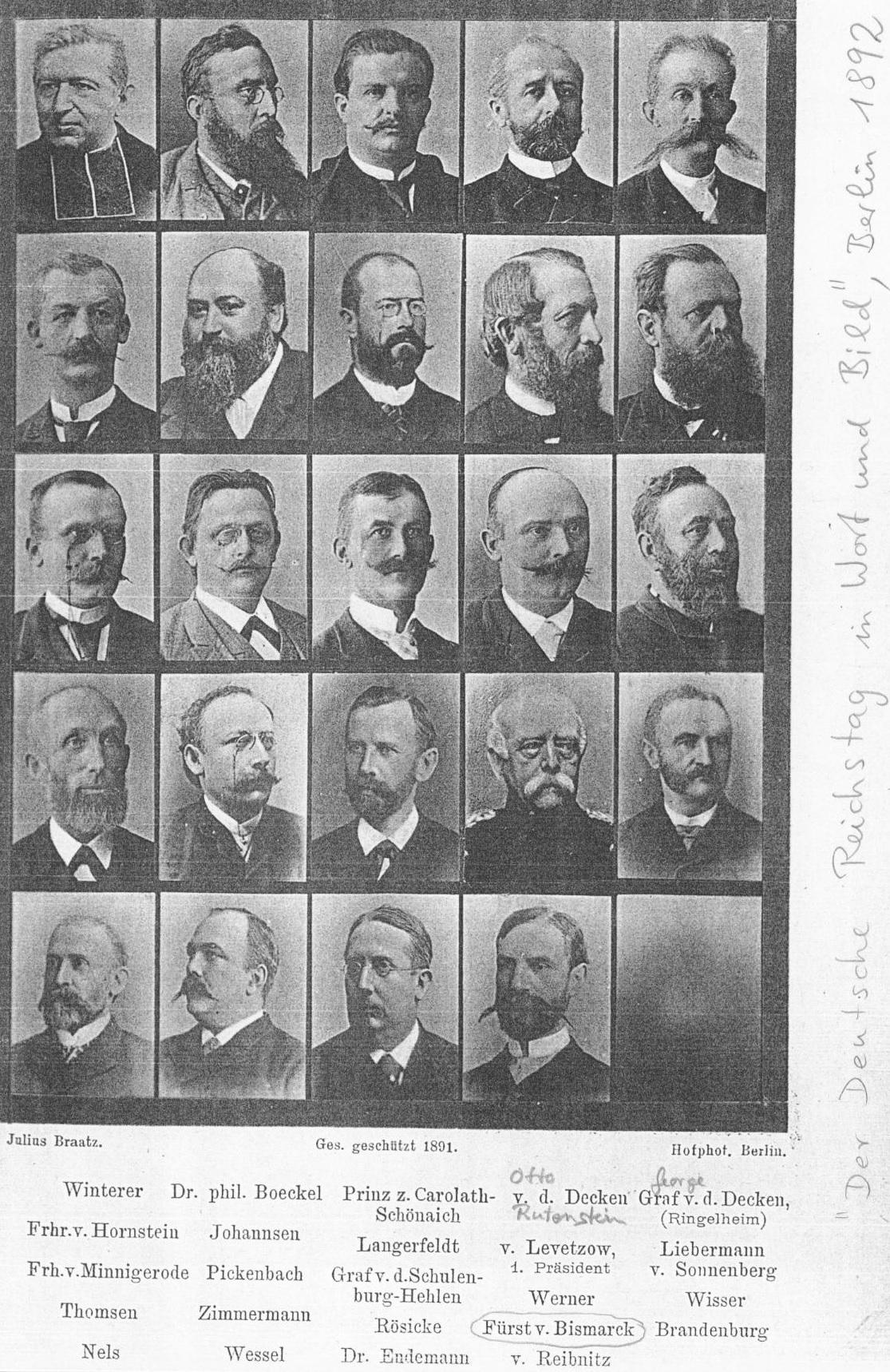
Der deutsche Reichstag in Wort und Bild von Julius Braatz 1892 – unten rechts unter Fürst von Bismark Hans von Reibnitz

Reibnitz besuchte die Kadettenhäuser in Kulm und Berlin. Er war Pächter von Heinrichau seit 1879 und Besitzer des Majorats Kerschitten seit 1890, sowie Amtsvorsteher. Von 1872 bis 1875 war er aktiver Offizier beim 1. Leib-Husaren-Regiment Nr. 1 der Preußischen Armee. Anschließend gehörte Reibnitz bis 1880 der Reserve des Regiments an.
Von August 1891 bis 1898 war er Mitglied des Deutschen Reichstags für den Reichstagswahlkreis Regierungsbezirk Gumbinnen 1. Er trat für die Deutsche Freisinnige Partei und die Freisinnige Volkspartei an.